# Domingo Salvador Pérez
Domingo Salvador Pérez Silva (Paysandú, 7 de junio de 1934-16 de agosto de 2024) fue un futbolista uruguayo que jugaba como delantero, más precisamente de puntero derecho o de mediocampista. Era un jugador muy hábil, y destacaba por su gran velocidad. Es recordado por su pasaje en el Club Nacional de Football, con el cual conquistó el Campeonato Uruguayo de 1963 y el Campeonato Uruguayo de 1966.

## Trayectoria
Realizó las divisiones formativas en el Club Nacional de Football y luego se transformó en figura en el mismo. También jugó en Rampla Juniors y tuvo un pasaje en el fútbol argentino por River Plate en 1961.
En 1964 disputó la Copa Libertadores en la cual Nacional llegó a la final contra Independiente de Avellaneda. Final que es muy recordada, porque fue la primera y única vez que un juez europeo, el holandés Leo Horn, arbitrara una final de Copa Libertadores. Es muy recordada ya que le anuló dos goles legítimos a Nacional que le costaron no poder ganar el encuentro de ida, que significaría su consagración como campeón de la Copa.
También jugó la Copa Libertadores de 1966 con Nacional y marcó tres goles.
En 1950 fue vicecampeón de la Primera División de Uruguay con Rampla Juniors. Él y su hermano Félix Pérez eran los dos punteros de aquel recordado plantel, Domingo por izquierda y Félix por derecha, hasta que Cococho Álvarez quebró a este último.
En el año 1962, en Rampla compartió la delantera con su hermano y con Ángel Labruna.
Un lustro más tarde (1967) jugó en Chile, en Universidad Católica.
En el año 2005 fue el ayudante técnico de Juan Carlos Borteiro en Rampla Juniors.
En 2008 fue el preparador físico de Deportivo Maldonado, donde ejercía como técnico Orlando Cappelino.
El 2 de mayo de 2010, disputó un encuentro amistoso en el Gran Parque Central, con estrellas como Rubén Sosa, Carlos Camejo, Tony Gómez, Daniel Enríquez, Jorge Seré, Ernesto Vargas y Fernando Kanapkis. A pesar de todas estas glorias del Club Nacional de Football quien se llevó todos los aplausos fue el "Chueco" al demostrar que a sus 75 años de edad no perdió la magia que lo caracterizaba al jugar.

## Selección nacional
Participó con la Selección uruguaya de fútbol en la Copa Mundial de fútbol de 1962 y en la Copa Mundial de fútbol de 1966, utilizando la casacas N.º 7 y Nº11 respectivamente. También participó en la copa del Atlántico 1960, en la cual marcó el gol de la victoria contra la Selección de fútbol de Brasil, cuya máxima figura era Pelé. Fue campeón sudamericano en dos ocasiones con Uruguay.

### Participaciones en Copas del Mundo
| Mundial              | Sede       | Resultado        | Partidos | Goles |
| -------------------- | ---------- | ---------------- | -------- | ----- |
| Copa Mundial de 1962 | Chile      | Primera fase     | 3        | 0     |
| Copa Mundial de 1966 | Inglaterra | Cuartos de final | 4        | 0     |

### Participaciones enCopa América
| Copa                 | Sede      | Resultado | Partidos | Goles |
| -------------------- | --------- | --------- | -------- | ----- |
| Copa América 1959-I  | Argentina | 6° puesto | 2        | 1     |
| Copa América 1959-II | Ecuador   | Campeón   | 4        | 1     |
| Copa América 1967    | Uruguay   | Campeón   | 4        | 1     |

## Palmarés

### Campeonatos nacionales
| Título              | Club     | País    | Año  |
| ------------------- | -------- | ------- | ---- |
| Campeonato Uruguayo | Nacional | Uruguay | 1963 |
| Campeonato Uruguayo | Nacional | Uruguay | 1966 |

### Campeonatos internacionales
| Título       | Selección | Sede    | Año     |
| ------------ | --------- | ------- | ------- |
| Copa América | Uruguay   | Ecuador | 1959-II |
| Copa América | Uruguay   | Uruguay | 1967    |